# Physacanthus batanganus
Physacanthus batanganus är en akantusväxtart som först beskrevs av Josias Braun-Blanquet och K. Schum., och fick sitt nu gällande namn av Gustav Lindau. Physacanthus batanganus ingår i släktet Physacanthus och familjen akantusväxter. Inga underarter finns listade i Catalogue of Life.